# أوسكار فاليس (لاعب كرة قدم)
أوسكار فاليس (بالإسبانية: Óscar Valles) هو لاعب كرة قدم إسباني في مركز الوسط، ولد في 11 فبراير 1973. لعب مع دندي يونايتد.